# Санта-Марія-ін-Домніка

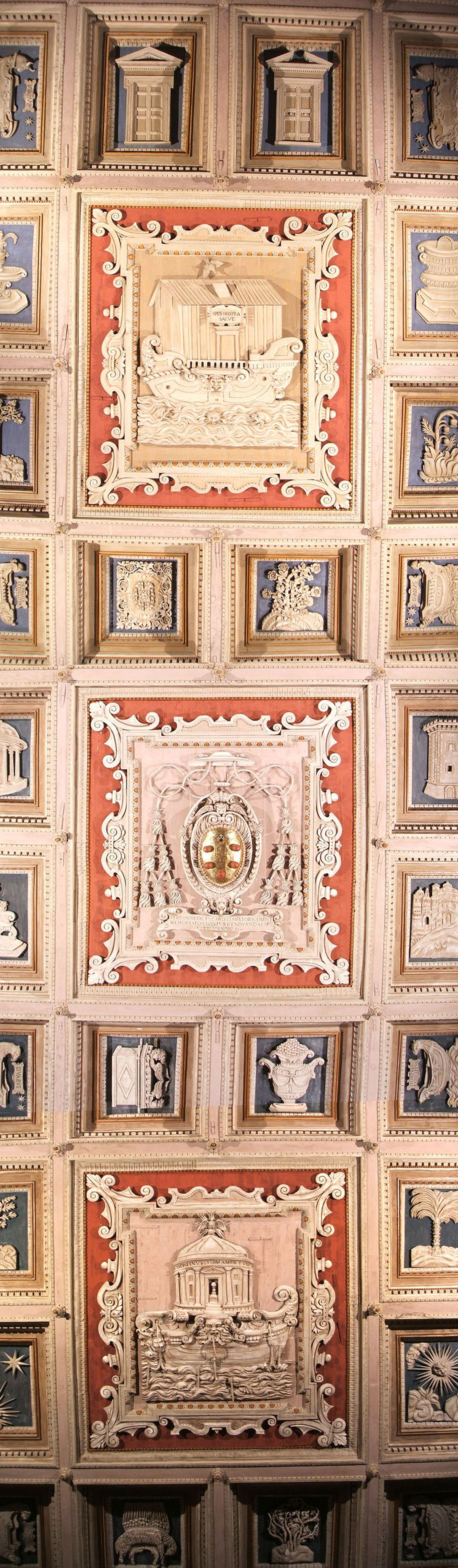
Кесонна стеля церкви

Санта-Марія-ін-Домніка (лат. Sanctae Mariae in Domnica, чи Santa Maria alla Navicella) — базиліка на пагорбі Целій в Римі. Назва Домніка походить від ранньохристиянського позначення культових місць — Dominicum. Іншому слові у назві церква завдячує античному кораблику (італ. Navicella), який стояв у цьому місці із дохристиянських часів як дар матросів богині Ісіді
Санта-Марія-ін-Домніка побудована близько 820 року за папи  Пасхалія I на залишках фундаментів будівель для пожежників (vigiles) античного Рима. У абсиді церкви збереглася мозаїка того часу з Мадонною , ангелами і папою Пасхалієм I (з квадратним німбом), який схилив коліно перед Богородицею. У трьохнавовій базиліці використовувалися античні колони  іонічного та  коринфського ордера.
У 1513 році кардинал Джованні де Медічі (пізніший папа Лев Х) оновив церкву у стилі Ренесансу. З того часу збереглася декорована  кесонами стеля церкви з білими рельєфами на блакитному тлі й чудовий фасад базиліки роботи Андреа Сансовіно того часу

## Титулярнадияконія
Церква Санта-Марія-ін-Домніка є  титулярною дияконєю,  кардиналом-дияконом з титулом дияконії Санта-Марія-ін-Домніка з 24 березня 2006 року, є американський кардинал Вільям Левада.